# HD 73390
О звезде E Киля см. E Киля, о звезде e² Киля см. HD 73389

HD 73390, также известная как e¹ Киля (e¹ Car), - двойная звезда в созвездии Киля.  Расстояние до Земли около 960 световых лет.

## Система
Главный компонент, e¹ Киля A, является бело-голубым карликом спектрального класса В с видимой звёздной величиной в  +5.27. Его компонент, e¹ Киля B, звезда девятой звёздной величины, расположенная в 0.63 угловых секунд ( на расстоянии 190 а. е. ) от главного компонента. 
Из-за наблюдающегося избытка инфракрасного излучения, HD 73390 является в кандидаты звезд с остаточным диском.

## Наблюдения
Согласно шкале Бортля, может наблюдаться невооруженным глазом на засвеченном городском небе. Из-за сильного южного склонения, может наблюдаться только с территорий южнее 32 северной широты, отсюда следует, что она не видна на территории России. Разделить оба компонентам под силу только мощной любительской оптике от 250 миллиметров.